# Икен (Швейцария)
Икен (нем. Ueken) — населённый пункт в Швейцарии, входит в состав коммуны Херцнах-Икен округа Лауфенбург в кантоне Аргау.
Население составляет 974 человека (на 31 декабря 2021 года).
До 2022 года был самостоятельной коммуной (официальный код — 4179). 1 января 2023 года объединён с коммуной Херцнах в новую коммуну Херцнах-Икен.